# Municipio de Morelia
El municipio de Morelia es uno de los 113 municipios en que se encuentra dividido el estado mexicano de Michoacán de Ocampo. Su cabecera es la ciudad de Morelia, que es también la capital del estado. Está ubicado en la región Cuitzeo.

## Historia
Morelia fue fundada el 18 de mayo de 1541 por Juan de Alvarado, Juan de Villaseñor y Luis de León Romano, por mandato del primer virrey de la Nueva España, Antonio de Mendoza y Pacheco. Su nombre en la época prehispánica fue Guayangareo, en la época colonial española primeramente recibió el nombre de Ciudad de Mechuacán, que cambió en 1545 por ciudad de Valladolid en honor a la ciudad homónima en España. En 1828 cambió de nombre por Morelia en honor al héroe de la independencia de México José María Morelos y Pavón, quien nació en esta ciudad. El gentilicio de su población es moreliano.

## Geografía
El municipio de Morelia limita con un total de 14 municipios; al noroeste limita con el municipio de Coeneo, al norte con el municipio de Huaniqueo, con el municipio de Chucándiro y con el municipio de Copándaro, al noreste con el municipio de Tarímbaro, al este con el municipio de Charo, al sureste con el municipio de Tzitzio y con el municipio de Madero, al sur con el municipio de Acuitzio, al suroeste con el municipio de Pátzcuaro y con el municipio de Huiramba, y al oeste con el municipio de Lagunillas, el municipio de Tzintzuntzan y con el municipio de Quiroga. Tiene una extensión total de 1,199.02 kilómetros cuadrados que equivalen al 2.03 % de la extensión total de Michoacán.
Morelia cuenta con una red de carreteras que la conectan con la Ciudad de México, Guadalajara, Ciudad Lázaro Cárdenas y con el Bajío. La ferrovía enlaza a Morelia con el puerto de Ciudad Lázaro Cárdenas y la Ciudad de México. Además cuenta con un aeropuerto internacional que conecta a la ciudad con las principales ciudades del país y algunas otras en los Estados Unidos. Además tiene servicio telefónico fijo y celular, estaciones de radio AM y FM, y algunas estaciones locales y repetidoras de televisión. La ciudad cuenta con pequeñas y medianas industrias, entre las que destacan las alimentarias, químicas, papeleras y plásticos. Es, principalmente, una ciudad comercial, estudiantil, administrativa, cultural y turística.
- Es Morelia, la sede de la Universidad Michoacana de San Nicolás de Hidalgo, primera en su clase en toda la América Latina, en sus aulas recibieron instrucción académica Miguel Hidalgo y Costilla, José María Morelos y Pavón, y varios renombrados e ilustres mexicanos que a la postre colaboraron en la guerra de Independencia.
- Morelia es uno de los más importantes centros culturales del país por la gran cantidad de eventos artísticos en ella desarrollados. Es la ciudad natal de prominentes figuras de la Independencia de México como José María Morelos, Josefa Ortiz de Domínguez, Agustín de Iturbide, Mariano Michelena. Además fue lugar de residencia y de formación académica e intelectual de Miguel Hidalgo y vivió durante un periodo el gran sabio y naturalista Alexander von Humboldt. Asimismo, gracias al patrimonio arquitectónico conservado desde la época colonial, el Centro histórico de Morelia fue declarado Patrimonio Cultural de la Humanidad por la Unesco en 1991.

## Demografía
Según los resultados definitivos del XIV Censo General de Población y Vivienda, 2020, el municipio de Morelia es el más poblado del estado, representado el 16.76 % de la población total de la entidad. La población municipal asciende a 849 05

### Localidades
En el censo de 2020 el municipio de Morelia contaba con 256 localidades.

Principales localidades

| Código INEGI      | Localidad              | Población (2020) |
| ----------------- | ---------------------- | ---------------- |
| 160530001         | Morelia                | 743 275          |
| 160530086         | Morelos                | 15 054           |
| 160530074         | Jesús del Monte        | 8 995            |
| 160530040         | Capula                 | 5 624            |
| 160530108         | Puerto de Buenavista   | 4 116            |
| 160530438         | San Antonio            | 3 712            |
| 160530468         | Bosque Monarca         | 3 093            |
| 160530134         | San Nicolás Obispo     | 3 034            |
| 160530130         | San Juanito Itzícuaro  | 2 738            |
| 160530058         | El Durazno             | 2 363            |
| 160530032         | Atapaneo               | 2 209            |
| 160530157         | Tiripetío              | 2 200            |
| 160530495         | Montaña Monarca        | 2 006            |
| 160530141         | Santiago Undameo       | 1 867            |
| 160530147         | Tacícuaro              | 1 538            |
| 160530150         | Teremendo de los Reyes | 1 469            |
| 160530057         | Chiquimitío            | 1 379            |
| 160530131         | San Lorenzo Itzícuaro  | 1 366            |
| 160530133         | San Miguel del Monte   | 1 211            |
| 160530125         | San Isidro Itzícuaro   | 1 121            |
| 160530198         | La Mintzita            | 1 014            |
| 160530055         | Cuto de la Esperanza   | 1 008            |
| Otras localidades | Otras localidades      | 38 661           |
| Total municipal   | Total municipal        | 849 053          |

## Religiones
Tradicionalmente, la religión que predomina en el municipio es la católica, teniendo más del 90 % de adherentes, siguiéndole los grupos protestantes, entre los que destacan los bautistas, presbiterianos, mormones, testigos de Jehová y pentecostales, los cuales han edificado varios templos en el lapso de los últimos años, sobre todo en las colonias populares de la periferia. La ciudad es sede de la Arquidiócesis de Morelia, teniendo como sede episcopal la Catedral de Morelia.

## Marginación urbana
De acuerdo con un estudio elaborado por el Consejo Nacional de Población, CONAPO en el año 2004, el grado de marginación urbana en la conurbación de Morelia era el siguiente (izquierda), por otra parte, de acuerdo con los resultados del Segundo Conteo de Población y Vivienda (INEGI, 2005), así como de la Encuesta Nacional de Ocupación y Empleo 2005, para el municipio de Morelia se tienen los siguientes indicadores de marginación;
| - Población analfabeta de 15 años y más: 4,95 % - Población sin primaria completa de 15 años y más: 16,51 % - Población en viviendas sin servicios sanitarios: 1,16 % - Población en viviendas sin energía eléctrica: 0,51 % - Población en viviendas sin agua entubada: 3,58 % - Población en viviendas con algún grado de hacinamiento: 26,86 % - Población en viviendas con piso de tierra: 5,99 % - Población en localidades con 5000 habitantes o menos: 9,23 % - Población ocupada con ingreso de hasta dos salarios mínimos: 39,44 % | - Marg. urbana muy baja: 13,9 % - Marg. urbana baja: 41,4 % - Marg. urbana media: 23,7 % - Marg. urbana alta: 14,3 % - Marg. urbana muy alta: 6,7 % |

Se determina el índice de marginación para el municipio de Morelia, siendo éste de -1.63334, correspondiendo éste a un grado de marginación muy bajo.

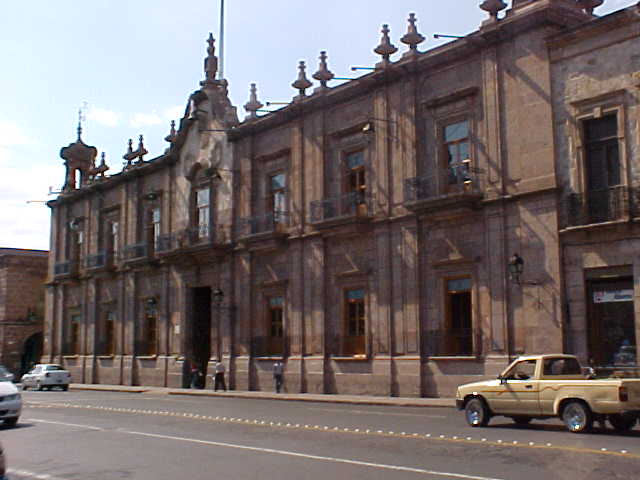
Palacio de Gobierno.

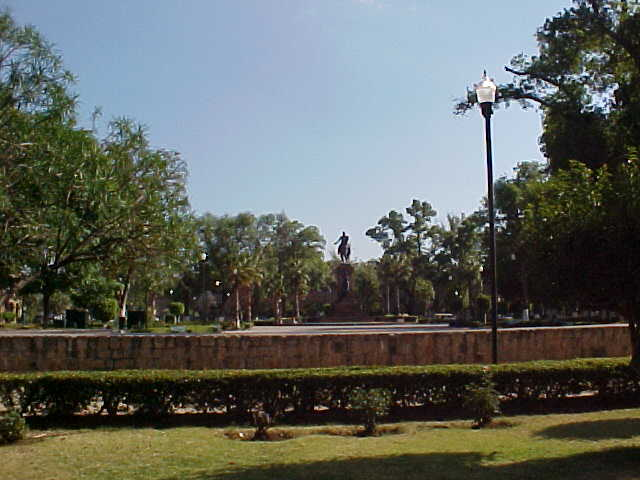
Plaza Morelos.

## Densidad de población
En 2005, la densidad de población del municipio era de 570.6 hab/km², mientras que en el año 2020 aumentó a 708.122 hab/km².

## Hidrografía
El municipio se ubica en la región hidrográfica número 12, conocida como Lerma-Santiago, particularmente en el Distrito de Riego Morelia-Querétaro. Forma parte de la cuenca del lago de Cuitzeo. Sus principales ríos son el Grande y el Chiquito. Estos dos ríos llegaron a rodear la ciudad hasta mediados del siglo XX. El Río Grande fue canalizado a finales del siglo XIX debido a los frecuentes desbordamientos. El río Grande tiene su origen en el municipio de Pátzcuaro y tiene un trayecto de 26 km por el municipio de Morelia (atraviesa la cabecera municipal), y desemboca en el Lago de Cuitzeo (el segundo más grande del país). Los principales escurrimientos que alimentan a este río son el arroyo de Lagunillas, los arroyos de Tirio y la barranca de San Pedro.
El Río Chiquito, con 25 km de longitud, es el principal afluente del Grande y se origina en los montes de la Lobera y la Lechuguilla, y se une posteriormente con los arroyos la Cuadrilla, Agua Escondida, el Salitre, el Peral, Bello, y el Carindapaz.
Con relación a los cuerpos de agua en el municipio se tienen la presa de Umécuaro y de la Loma Caliente, así como las presa de Cointzio, las más importante del municipio, con una capacidad de 79.2 millones de m³. Otro recurso importante de abastecimiento de agua en el municipio de Morelia son los manantiales, destacando por su aprovechamiento el manantial de la Mintzita, utilizado para el abastecimiento de agua potable para importante parte de la población de la ciudad, así como para usos industriales. También son importantes los manantiales de aguas termales que son aprovechados como balnearios, figurando Cointzio, El Ejido, El Edén y Las Garzas.

## Orografía

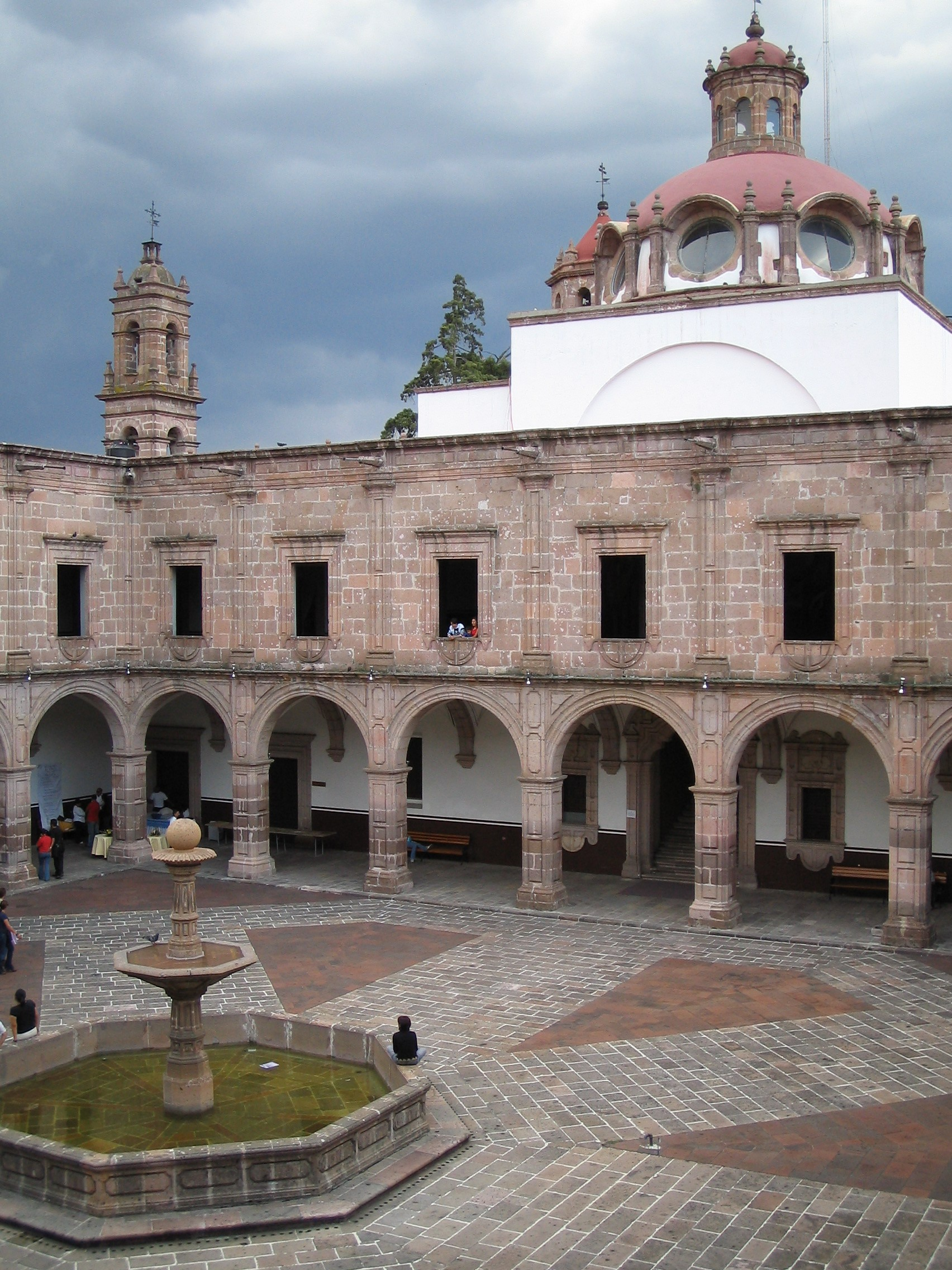
Palacio Clavijero.

La superficie del municipio es muy accidentada, ya que se encuentra sobre el Eje Neovolcánico Transversal, que atraviesa el centro del país, de este a oeste. En el municipio se encuentran tres sistemas montañosos: por el este diversas montañas que forman la sierra de Otzumatlán y las cuales se extienden desde el norte hacia el suroeste, destacando el cerro de "El Zacatón" (2960 m s. n. m.), el cerro "Zurumutal" (2840 m s. n. m.), el cerro "Peña Blanca" (2760 m s. n. m.) y el "Punhuato" (2320 m s. n. m.), que marca el límite oriental de la ciudad de Morelia, así como el cerro "Azul" (2625 m s. n. m.) y el cerro "Verde" (2600 m s. n. m.) un poco más hacia el sureste. La fisiografía del municipio tiene la siguiente composición;
- Por el poniente sobresalen el pico de "Quinceo" (2787 m s. n. m.), el cerro "Pelón" (2320 m s. n. m.) y el más alto del municipio, el cerro del "Águila" (3090 m s. n. m.) que se encuentra un poco más al suroeste. Por el sur el parteaguas que delimita la zona presenta una dirección aproximada de poniente a oriente y los accidentes orográficos corresponden al alineamiento de los cerros "Cuanajo" y "San Andrés", cuyos remates cónicos sirven como límite a los valles de Lagunillas y Acuitzio. por este sector destacan la peña "Verde (2600 msnm), el cerro de Cuirimeo (2540 msnm) y el cerro "La Nieve", que se localiza hacia el extremo suroccidental. Por el norte, y dentro del área urbana de la cabecera municipal, se extiende un lomerío en la dirección oeste-este desde la colonia Santiaguito, el cual continúa hasta enlazarse con los cerros del "Punhuato", "Blanco", "Prieto" y "Charo", que forman el límite oriental y van disminuyendo su elevación hasta formar lomeríos bajos hacia Quirio. El límite norte queda marcado por los lomeríos bajos como el cerro "La Placita" (2100 m s. n. m.) que se localizan hacia el norte del Valle de Tarímbaro, así como el sector más sureños de los Valles de Queréndaro y Álvaro Obregón.
- Sierra (S): 53,57 % de la superficie municipal.
- Sierra con lomeríos (SL): 15,71 % de la superficie municipal.
- Meseta con lomeríos (ML): 11,58 % de la superficie municipal.
- Lomeríos (L): 3,05 % de la superficie municipal.
- Valle con lomeríos (VL): 2,46 % de la superficie municipal.
- Llanura con lomeríos (VL): 4,93 % de la superficie municipal.
- Llanura (V): 13,63 % de la superficie municipal.

## Clima
Predomina el clima templado con humedad media, con régimen de precipitación que oscila entre 700 a 1000 mm de precipitación anual y lluvias invernales máximas de 5 mm. La temperatura media anual (municipal) oscila entre 16,2 °C en la zona serrana del municipio y 18,7 °C en las zonas más bajas. Por otra parte, en la ciudad de Morelia se tiene una temperatura promedio anual de 17,6 °C, y la precipitación de 773,5 mm anuales, con un clima templado subhúmedo, con humedad media, C(w1). Los vientos dominantes proceden del suroeste y noroeste, variables en julio y agosto con intensidades de 2,0 a 14,5 km/h.
| Mes        | Temp. Promedio Máximo. | Temp. Promedio Mínimo. | Temp. Media | Precipitación |
| ---------- | ---------------------- | ---------------------- | ----------- | ------------- |
| Enero      | 22 °C                  | 6 °C                   | 14 °C       | 1.8 mm        |
| Febrero    | 24 °C                  | 7 °C                   | 16 °C       | 10 mm         |
| Marzo      | 26 °C                  | 9 °C                   | 18 °C       | 10 mm         |
| Abril      | 28 °C                  | 12 °C                  | 20 °C       | 10 mm         |
| Mayo       | 28 °C                  | 13 °C                  | 21 °C       | 43 mm         |
| Junio      | 27 °C                  | 14 °C                  | 20 °C       | 137 mm        |
| Julio      | 24 °C                  | 13 °C                  | 18 °C       | 175 mm        |
| Agosto     | 24 °C                  | 13 °C                  | 18 °C       | 163 mm        |
| Septiembre | 24 °C                  | 13 °C                  | 18 °C       | 119 mm        |
| Octubre    | 24 °C                  | 11 °C                  | 17 °C       | 53 mm         |
| Noviembre  | 23 °C                  | 8 °C                   | 16 °C       | 15 mm         |
| Diciembre  | 22 °C                  | 7 °C                   | 15 °C       | 13 mm         |

| Clave  | Descripción                                               | % de la superficie municipal |
| ------ | --------------------------------------------------------- | ---------------------------- |
| ACw2   | Semicálido subhúmedo con lluvias en verano, mayor humedad | 0.53                         |
| ACw1   | Semicálido subhúmedo con lluvias en verano, humedad media | 0.99                         |
| C(w2): | Templado subhúmedo con lluvias en verano, mayor humedad   | 23.12                        |
| C(w1)  | Templado subhúmedo con lluvias en verano, humedad media   | 75.36                        |

## Flora
El municipio de Morelia cuenta con diez tipos de vegetación o agrupaciones vegetales primarias, Además se tienen extensiones de uso agrícola y pastizales, que se desarrollan sobre áreas alteradas por el hombre y los animales domésticos, generalmente a partir del bosque de encino o del matorral subtropical que fueron expuestos a un pastoreo intenso, las cuales son;
- Mezquital (mezquite, huisache, maguey). Se ubica en la zona norte del municipio.
- Matorral subtropical (nogalillo, colorín, casahuate, parotilla, yuca, zapote prieto, puchote). Se localiza sobre terrenos poco empinados muy pedregosos o sobre roca volcánica a altitudes que oscilan entre 1800 y 2000 m s. n. m., en las zonas norte, noreste y noroeste.
- Selva media caducifolia (aguacatillo, laurel, ajunco, atuto, escobetilla, saiba).
- Selva baja caducifolia (copal, papelillo, tepehuaje, anona, sacalosúchitl). En la zona sur del municipio.
- Bosque de encino (encino, acacia, madroño). Este tipo de vegetación se localiza en la falda de los cerros, entre los 2000 y 2400 m s. n. m. alrededor del valle de Morelia. Por estar cercanos a la ciudad son los más explotados y destruidos, dando lugar a la formación de partizales secundarios.
- Bosque de pino (pino pseudostrobus, pino michoacano, pino moctezuma, pino teocote). Ubicado en las zonas frías y montañosas del municipio, entre 2200 y 3000 m s. n. m.
- Bosque de pino-encino. Localizado en la zona sur, suroeste y noreste.
- Bosque de galería (ahuehuete, fresno, aile, sauce). Esta agrupación vegetal se encuentra en estado de extinción.
- Bosque mesófilo de montaña (moralillo, alie, jaboncillo, fresno, garrapato, pinabete).
- Bosque de oyamel (oyamel o pinabete).
- Agrícola (frijol, maíz, garbanzo): 28,58 % de la superficie municipal.
- Pastizal: 13,98 % de la superficie municipal.
- Bosque y selva: 40,80 % de la superficie municipal.
- Matorral y mezquital: 11,01 % de la superficie municipal.
- Otros: 5,63 % de la superficie municipal.

## Fauna
En el municipio de Morelia se tienen identificadas 62 especies de aves, 96 de mamíferos, 20 de reptiles y 9 de anfibios. Entre ellas están:
- Aves: cuervo común, urraca, pinzón mexicano, búho cornudo, tecolote, zopilote, tórtola cola blanca, jilguero pinero, jilguero dominico, colorín, chipe, gorrión ceja blanca, gorrión casero, tecolote oriental, colibrí berilo, colibrí pico ancho, papamoscas cenizo.
- Mamíferos: coyote, zorra gris, armadillo, zarigüeya (tlacuache), tuza, murciélago, rata de campo, comadreja, rata parda, rata gris, zorrillo de una banda, mapache, tejón, musaraña, ardilla.
- Reptiles: falsa coralillo, alicante, hocico de puerco, cascabel oscura mexicana, cascabel acuática, casquito, llanerita, jarretera.
- Anfibios: salamandra, salamandra michoacana, sapo meseta, ranita ovejera, ranita de cañada.

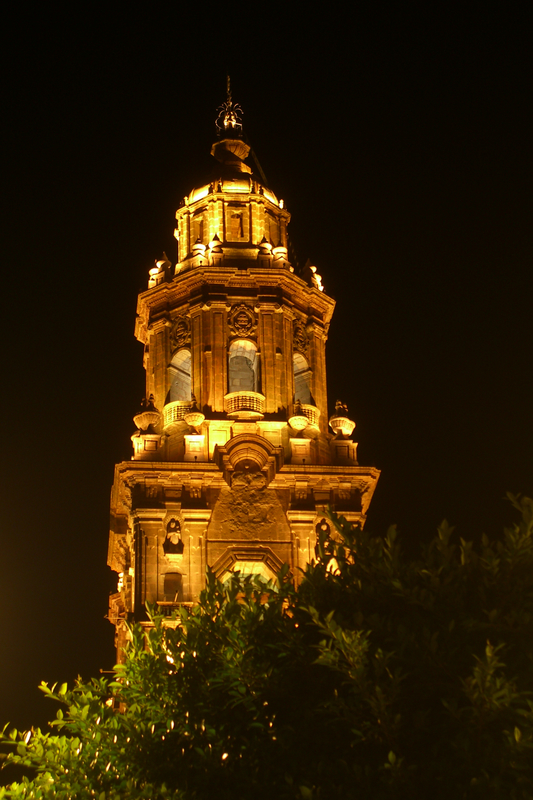
Vista nocturna de una de las torres de la catedral.

## Características y uso del suelo
La ciudad se encuentra asentada en terreno firme de piedra dura denominada "riolita", conocida comúnmente como "cantera", y de materiales volcánicos no consolidados o en proceso de consolidación, siendo en este caso el llamado tepetate. El suelo del municipio es de dos tipos: el de la región sur y montañosa pertenece al grupo podzólico, propio de bosques subhúmedos, templados y fríos, rico en materia orgánica y de color café “forestal”; la zona norte corresponde al suelo negro “agrícola”, del grupo Chernozem. El municipio tiene 69.750 ha de tierras, de las que 20.082,6 son laborables (de temporal, de jugo y de riego); 36.964,6 de pastizales; y 12.234 de bosques; además, 460,2 son incultas e improductivas.

## Economía
De acuerdo al documento Indicadores de Comercio al Mayoreo y al Menudeo, Estadísticas Económicas INEGI, publicado en julio de 1997, las actividades económicas del municipio, por sector, dentro de las actividades no especificadas, se contempla un 3,77 %. De esta forma, las principales actividades económicas de la ciudad son el comercio y el turismo (sector terciario) y después la industria de la construcción y la manufacturera. Por otra parte, la Encuesta Nacional de Ocupación y Empleo (ENOE) del INEGI arroja los siguientes valores absolutos de población ocupada, subocupada y desocupada mayor de 14 años ocupada en los trimestres de los años 2005 y 2006. Y se distribuyen de la siguiente manera;
- Sector Primario (agricultura, ganadería, caza y pesca): 6,64 %.
- Sector Secundario (industria manufacturera, construcción, electricidad): 25,91 %.
- Sector Terciario (comercio, turismo y servicios): 63,67 %.

| Periodo                   | Total   | Hombres | Mujeres |
| ------------------------- | ------- | ------- | ------- |
| Enero-marzo de 2005       | 260,458 | 151,540 | 108,918 |
| Abril-junio de 2005       | 266,507 | 151,834 | 114,673 |
| Julio-septiembre de 2005  | 270,478 | 152,842 | 117,636 |
| Octubre-diciembre de 2005 | 284,363 | 159,435 | 124,928 |
| Promedio de 2005          | 270,452 | 153,913 | 116,539 |
| Enero-marzo de 2006       | 280,220 | 156,689 | 123,531 |
| Abril-junio de 2006       | 275,894 | 154,200 | 121,694 |
| Julio-septiembre de 2006  | 283,991 | 162,724 | 121,267 |
| Octubre-diciembre de 2006 | 288,442 | 162,285 | 126,157 |
| Promedio de 2006          | 282,137 | 158,975 | 123,162 |

| Periodo                   | Total  | Hombres | Mujeres |
| ------------------------- | ------ | ------- | ------- |
| Enero-marzo de 2005       | 14,403 | 10,630  | 3,773   |
| Abril-junio de 2005       | 15,844 | 10,556  | 5,288   |
| Julio-septiembre de 2005  | 15,475 | 9,494   | 5,921   |
| Octubre-diciembre de 2005 | 13,516 | 8,939   | 4,577   |
| Promedio de 2005          | 14,795 | 9,905   | 4,890   |
| Enero-marzo de 2006       | 20,011 | 13,576  | 6,435   |
| Abril-junio de 2006       | 13,231 | 8,809   | 4,422   |
| Julio-septiembre de 2006  | 15,949 | 11,893  | 4,056   |
| Octubre-diciembre de 2006 | 13,404 | 9,293   | 4,111   |
| Promedio de 2006          | 15,649 | 10,893  | 4,756   |

| Periodo                   | Total  | Hombres | Mujeres |
| ------------------------- | ------ | ------- | ------- |
| Enero-marzo de 2005       | 4.21 % | 3.95 %  | 4.58 %  |
| Abril-junio de 2005       | 3.57 % | 3.34 %  | 3.86 %  |
| Julio-septiembre de 2005  | 3.93 % | 3.23 %  | 4.82 %  |
| Octubre-diciembre de 2005 | 3.05 % | 3.40 %  | 2.59 %  |
| Promedio de 2005          | 3.69 % | 3.48 %  | 3.96 %  |
| Enero-marzo de 2006       | 3.93 % | 4.10 %  | 3.71 %  |
| Abril-junio de 2006       | 2.90 % | 3.37 %  | 2.29 %  |
| Julio-septiembre de 2006  | 4.57 % | 4.52 %  | 4.64 %  |
| Octubre-diciembre de 2006 | 4.05 % | 4.68 %  | 3.22 %  |
| Promedio de 2006          | 3.86 % | 4.17 %  | 3.46 %  |

## Industria
Morelia, no obstante su importante crecimiento demográfico, ha tenido un desarrollo industrial lento comparado con el de muchas otras ciudades del centro y del norte del país, debido sobre todo a la falta de infraestructura adecuada, así como también a la poca promoción a las inversiones de tipo industrial en todo el estado. En la capital de Michoacán se encuentra la Ciudad Industrial de Morelia (CIMO), que abarca 354 hectáreas (por ampliarse a 454 ha en el 2007)y da cabida a 180 empresas que generan 9 mil 50 empleos (1/02/2007). Sin embargo, solamente el 30 % de ellas son empresas manufacturera, mientras que las demás son bodegas o centros de distribución y no cuenta con ninguna empresa grande, únicamente medianas y pequeñas. Entre otros giros, la industria moreliana se dedica a la elaboración de aceite comestible, productos químicos, resinas, la harina, a la fundición, al plástico, calderas, a los dulces en conservas, al embotellamiento de agua y de refrescos, a la elaboración de plásticos, fabricación de generadores eléctricos, turbinas hidráulicas y de vapor, productos de celulosa y papel. Las principales empresas industriales asentadas en la ciudad son las siguientes;
- Kimberly-Clark: papel
- GEC-Alsthom: generadores para centrales eléctricas
- Sulzer: turbinas hidráulicas y de vapor
- DeAcero: metalurgia
- FAMA: jabones y detergentes
- Tron Hermanos: aceite comestible
- Harinera de Lourdes: molino
- Santa Lucía: aceite comestible
- Quimic: productos químicos
- Industrial Química de México: productos químicos
- Resinas Sintéticas: resinas y pegamentos
- Industrias Jafher: mobiliario de oficina
- Industrias OKEN: básculas mecánicas
- VATECH: turbinas hidráulicas
- Bebidas Purificadas de Michoacán: refrescos y bebidas purificadas
- Coca-Cola: refrescos y bebidas purificadas
- Organización Ramírez: cines, bienes raíces y automotriz
- Grupo Tres Marías: inmobiliaria
- Grupo PADEM:desarrollo comercial, inmobiliaria y anteriormente automotriz
- Grupo FAME: bienes raíces y automotriz
- Grupo Posadas: aviación y hotelería
- Termofoam Valladolid: Aislamientos térmicos de poliestireno extruido
- Aislapanel: Materiales para la construcción

## Turismo
La ciudad cuenta con grandes atractivos turísticos debido a su importante acervo arquitectónico, cultural e histórico, además de que se localiza cerca de poblaciones con tradiciones y próxima a escenarios naturales, como Los Azufres y los lagos de Pátzcuaro y de Cointzio, entre otros sitios, razones por las cuales es el destino sin playa más visitado de México (casi 500 mil turistas por temporada vacacional), con un porcentaje de 85 % de turistas nacionales y 15 % de turistas extranjeros, entre los que destacan los estadounidenses, españoles, canadienses e italianos (2006). Por ello, la ciudad cuenta con buena infraestructura turística, entre la que destacan hoteles de todas las categorías, restaurantes, agencias de viajes, clubes deportivos, balnearios, centro de convenciones, planetario, orquidario, parque zoológico, etc.
- Centro histórico de Morelia: el centro histórico de la ciudad de Morelia es uno de los máximos exponentes de la arquitectura colonial en el continente, gracias a lo cual fue declarado por la Unesco Patrimonio Cultural de la Humanidad el 13 de diciembre de 1991, debido a su gran belleza y unidad arquitectónica, principalmente de los edificios de los siglos XVI, XVII y XVIII, aunque también existen en el centro de la ciudad construcciones importantes del siglo XIX. La zona Patrimonio de la Humanidad consta de 271 ha (2.71 km²), en las cuales hay 219 manzanas (cuadras o bloques), 15 plazas y 1113 monumentos históricos civiles y religiosos.
- Leyendas Famosas de Morelia: Uno de los atractivos por excelencia que se puede encontrar en el centro histórico de la Ciudad de Morelia son sus leyendas, que se desarrollan y originan en algunos de sus edificios más representativos como son:

El callejón del muerto, en la Calle de Fray Bartolomé de las Casas; El cordonazo de San Francisco en el desaparecido Templo de la Tercera Orden de San Francisco; El perro de piedra, en el Convento de las Rosas; El Tesoro de San Francisco y los Insurgentes, en el Convento de San Francisco; La calle del Duende, en la hoy calle de Fray Alonso de la Veracruz; La mano de la reja, en la Calzada Fray Antonio de San Miguel; La mano negra, en el Convento de San Agustín; La ventana del muerto, en el Convento del Carmen y Misa de media noche, en la Catedral de Morelia. Todas estas leyendas se pueden disfrutar a través de distintos recorridos turísticos que se realizan en el centro histórico.
- Se dice que debajo de la ciudad hay túneles subterráneos que comunican a algunos de los templos de Morelia. De los cuales se mencionan el ex convento del Carmen, el templo de San José entre la catedral y el palacio de gobierno.
- Parque Zoológico Benito Juárez: El Zoológico Benito Juárez también conocido como Zoológico de Morelia, de la ciudad homónima, en el estado de Michoacán, es el parque zoológico más importante del estado, el segundo más visitado del país y el segundo más importante de América Latina por su número de especies y de individuos.

Inaugurado el 30 de septiembre de 1970 por el entonces Gobernador del Estado, el Lic. Carlos Gálvez Betancourt, y como legado del Sr. Jesús Guzmán Villicaña.
- Salas cinematográficas: la ciudad cuenta con 51 salas cinematográficas, encontrándose concentradas en los siguientes complejos;
  - (1).- Cinépolis Plaza Morelia (16 salas cinematográficas tipo estadio).
  - (2).- Cinépolis Morelia Centro (5 salas cinematográficas tipo estadio).
  - (3).- Cinépolis Plaza La Huerta (15 salas cinematográficas tipo estadio).
  - (4).- Cinépolis Plaza Las Américas (5 salas cinematográficas tipo estadio).
  - (5).- Cinépolis VIP Plaza Las Américas (4 salas cinematográficas tipo estadio).
  - (6).- Cines Arcadia (2 salas cinematográficas).
  - (7).- Cinemex Paseo Altozano (11 salas cinematográficas tipo estadio).
  - (8).- Cinemex Platino Paseo Altozano (4 salas cinematográficas tipo estadio).
  - (9).- Cinemex Estadio Morelia (10 salas cinematográficas tipo estadio).
  - (10).- Cine Empresarial (1 minisala cinematográfica, especializado en capacitación ejecutiva, motivacional y de recursos humanos).
  - (11).- Cinépolis Morelia Río (7 salas cinematográficas tipo estadio).

## Educación
Morelia es uno de los más importantes centros culturales del país por la gran cantidad de eventos artísticos en ella desarrollados, entre los que destacan festivales musicales (música, órgano, guitarra) y cinematográficos, exposiciones diversas (pintura, arte), obras de teatro, etc. Asimismo, es una de las ciudades con mayor patrimonio arquitectónico, razón por la cual fue declarada en 1991 como Patrimonio Cultural de la Humanidad por la Unesco. También, la ciudad fue la cuna de prominentes figuras de la Independencia de México como José María Morelos, Josefa Ortiz de Domínguez, Agustín de Iturbide, Mariano Michelena, además fue lugar de residencia y de formación académica e intelectual de Miguel Hidalgo. Por otra parte, por el número de instituciones de educación superior que cuenta (tanto públicas como privadas), también resulta ser una de las principales ciudades estudiantiles del país.
Instituciones educativas públicas:
- Universidad Michoacana de San Nicolás de Hidalgo (UMSNH): Universidad pública autónoma, importante institución educativa, fundada con este nombre en 1917, pero que se derivó del primitivo Colegio de San Nicolás, fundado en 1531 en Tiripetío, trasladado a Pátzcuaro en 1551, y finalmente a Valladolid en 1582. Esta institución, que es la más grande del estado de Michoacán, en sus diversas escuelas y facultades atiende poco más de 32,000 estudiantes en niveles de licenciatura, maestría y doctorado.
- Instituto Tecnológico de Morelia (ITM): Fundado en 1965, atiende alrededor de 4,650 alumnos, ofreciendo estudios a nivel licenciatura, maestría y doctorado en áreas tecnológicas.
- Universidad Tecnológica de Morelia (UTM): Fundada en el año 2000, cuenta con una matrícula de alrededor de 2,000 alumnos. Ofrece carreras a nivel Técnico Superior Universitario en energías renovables y gastronomía. También cuenta con ingenierías en biotecnología, mantenimiento industrial, tecnologías de la información y en diseño textil y moda.
- Instituto Tecnológico del Valle de Morelia (antes Tecnológico Agropecuario)
- Escuela Normal Superior de Michoacán.
- Escuela Normal para Educadoras
- Escuela Normal de Educación Física
- Escuela Normal Urbana
- Escuela Normal Rural Vasco de Quiroga
- Instituto Michoacano de Ciencias de la Educación (IMCED): Ofrece estudios a nivel licenciatura y maestría enfocados a la pedagogía y psicología.

Educación Superior
- Tecnológico de Monterrey Campus Morelia (2002)
- Universidad Vasco de Quiroga (UVAQ)
- Universidad Latina de América (UNLA)(1992)
- Universidad La Salle (ULSA) Campus Morelia (1991)
- Universidad de Morelia(UDEM)
- Universidad Sor Juana Inés de la Cruz
- UNID
- Universidad Tec Milenio Campus Morelia
- Universidad Tec Milenio
- Instituto Montrer
- Instituto Mexicano de Investigaciones Cinematográficas y Humanísticas
- Centro de Estudios Superiores Nova Hispana
- Instituto de Ciencias y Estudios Superiores de Michoacán
- Colegio Culinario de Morelia
- Instituto Fray Antonio de Lisboa
- Escuela Normal para Educadoras
- Escuela Normal Superior de Michoacán
- Escuela Normal de Educación Física
- Escuela Normal Urbana
- Escuela Normal Rural Vasco de Quiroga

Educación Media superior
- Escuela Preparatoria "Ing Pascual Ortiz Rubio" - PREPA 2 de la UMSNH
- Instituto Valladolid
- Instituto Motolinia
- Instituto Kilimanjaro Próximamente Instituto Cumbres
- Instituto Villa Montessori
- Instituto Varmond
- Colegio Khépani
- Colegio Plancarte
- Instituto Jefferson
- Instituto Antonio de Mendoza (Salesiano)
- Colegio Anáhuac (actualmente fusionado ya con el Instituto Antonio de Mendoza)
- Escuela Preparatoria Rector Hidalgo
- Instituto Latino de Morelia
- Preparatoria Liceo Morelia

Instituciones Educativas Artísticas
- Conservatorio de las Rosas: la ciudad, además, es sede de los institutos de investigación científica en Astronomía Matemáticas y Ecología de la Universidad Nacional Autónoma de México
- Con relación al número de instituciones y la matrícula en el municipio para niveles elemental y medio, se tenía en el año 2000 lo siguiente:
  - Elemental Preescolar: 189 instituciones / 18 782 alumnos
  - Elemental Primaria: 321 instituciones / 85 410 alumnos
  - Elemental Terminal (Capacitación para el Trabajo): 73 instituciones / 11 675 alumnos
  - Medio Secundaria: 87 instituciones / 28 111 alumnos
  - Medio Terminal Técnico: 17 instituciones / 4 757 alumnos
  - Normal: 7 instituciones / 1478 alumnos
  - Bachillerato: 60 instituciones / 31 100 alumnos

## Gráficas de población
| Año  | Población ciudad | Población conurbación | Fuente                          |
| ---- | ---------------- | --------------------- | ------------------------------- |
| 1624 | 2 119 hab.       | ND                    | No identificada                 |
| 1793 | 17 093 hab.      | ND                    | Censo de Revillagigedo          |
| 1803 | 18 000 hab.      | ND                    | Alexander von Humboldt          |
| 1822 | 11 890 hab.      | ND                    | Censo Estatal                   |
| 1828 | 19 174 hab.      | ND                    | Memoria del Gobernador          |
| 1857 | 22 000 hab.      | ND                    | Jesús Hermosa                   |
| 1862 | 26 109 hab.      | ND                    | José María Pérez Hernández      |
| 1869 | 25 000 hab.      | ND                    | Antonio García Cubas            |
| 1872 | 23 643 hab.      | ND                    | Estimación Estatal              |
| 1882 | 23 835 hab.      | ND                    | Memoria del Gobierno del Estado |
| 1890 | 26 974 hab.      | ND                    | Luis Alfonso Velasco            |
| 1895 | 33 890 hab.      | ND                    | Primer censo                    |
| 1900 | 37 278 hab.      | ND                    | Segundo censo                   |
| 1910 | 40 042 hab.      | ND                    | Tercer censo                    |
| 1921 | 31 148 hab.      | ND                    | Cuarto censo                    |
| 1930 | 39 916 hab.      | ND                    | Quinto censo                    |
| 1940 | 44 304 hab.      | ND                    | Sexto censo                     |
| 1950 | 63 245 hab.      | ND                    | Séptimo censo                   |
| 1960 | 100 828 hab.     | ND                    | Octavo censo                    |
| 1970 | 161 040 hab.     | ND                    | Noveno censo                    |
| 1980 | 297 544 hab.     | ND                    | Décimo censo                    |
| 1990 | 428 486 hab.     | ND                    | Undécimo censo                  |
| 1995 | 512 169 hab.     | ND                    | Primer Conteo                   |
| 2000 | 549 996 hab.     | 570 437 hab.          | Duodécimo censo (14/02/2000)    |
| 2005 | 608 049 hab.     | 642 314 hab.          | Segundo Conteo (17/10/2005)     |
| 2008 | 635 791 hab.     | 672 069 hab.          | Estimación CONAPO (01/07/2007)  |

| LOCALIDAD                 | MUNICIPIO         | POBLACIÓN EN 2005 | POBLACIÓN EN 2008 |
| ------------------------- | ----------------- | ----------------- | ----------------- |
| Morelia                   | Morelia           | 608 049 hab.      | 635 791 hab.      |
| El Durazno                | Morelia           | 730 hab.          | 764 hab.          |
| San Juanito Itzícuaro     | Morelia           | 1 688 hab.        | 1 766 hab.        |
| San Isidro Itzícuaro      | Morelia           | 1 891 hab.        | 1 979 hab.        |
| Los Pirules               | Morelia           | 372 hab.          | 389 hab.          |
| Puerto de Buenavista      | Morelia           | 2 436 hab.        | 2 549 hab.        |
| El Cerrito Itzícuaro      | Morelia           | 822 hab.          | 860 hab.          |
| Morelos                   | Morelia           | 12 973 hab.       | 13 666 hab.       |
| Fracc. Erandeni           | Tarímbaro         | 1 070 hab.        | 1 155 hab.        |
| Fracc. Paseo del Erandeni | Tarímbaro         | 442 hab.          | 477 hab.          |
| Fracc. Real Erandeni      | Tarímbaro         | 649 hab.          | 700 hab.          |
| Colonia Erandeni          | Tarímbaro         | 57 hab.           | 62 hab.           |
| Real Hacienda             | Tarímbaro         | 3 231 hab.        | 3 449 hab.        |
| Fracc. Privadas del Sol   | Tarímbaro         | 996 hab.          | 1 075 hab.        |
| Fracc. Puerta del Sol     | Tarímbaro         | 3 178 hab.        | 3 361 hab.        |
| Fracc. Laureles Eréndira  | Tarímbaro         | 1 112 hab.        | 1 200 hab.        |
| Villa Tzipecua            | Tarímbaro         | 677 hab.          | 731 hab.          |
| Club Campestre Erandeni   | Tarímbaro         | 290 hab.          | 313 hab.          |
| Galaxia Tarímbaro         | Tarímbaro         | 1 063 hab.        | 1 147 hab.        |
| Fracc. Los Ángeles        | Tarímbaro         | 588 hab.          | 635 hab.          |
| MORELIA (CONURBACIÓN)     | Morelia-Tarímbaro | 642 314 hab.      | 672 069 hab       |

### Distribución poblacional
| Año  | Población municipal | Fuente               |
| ---- | ------------------- | -------------------- |
| 1809 | 20 000 hab.         | Juan José de Lejarza |
| 1857 | 25 000 hab.         | Antonio García Cubas |
| 1868 | 36 940 hab.         | Justo Mendoza        |
| 1900 | 67 683 hab.         | Segundo censo        |
| 1910 | 79 679 hab.         | Tercer censo         |
| 1921 | 68 467 hab.         | Cuarto censo         |
| 1930 | 65 548 hab.         | Quinto censo         |
| 1940 | 77 622 hab.         | Sexto censo          |
| 1950 | 106 722 hab.        | Séptimo censo        |
| 1960 | 153 481 hab.        | Octavo censo         |
| 1970 | 218 083 hab.        | Noveno censo         |
| 1980 | 353 055 hab.        | Décimo censo         |
| 1990 | 489 756 hab.        | Undécimo censo       |
| 2000 | 620 532 hab.        | Duodécimo censo      |
| 2010 | 729 279 hab.        | Décimo tercer censo  |
| 2020 | 849 053 hab.        | Décimo cuarto censo  |

| Intervalo     | Población total | Población Masculina | Población Femenina |
| ------------- | --------------- | ------------------- | ------------------ |
| 0 a 14 años   | 185 444         | 94 409              | 91 035             |
| 15 a 64 años  | 489 248         | 235 677             | 253 571            |
| 65 años y más | 41 148          | 17 931              | 23 217             |

### Población histórica
| Año  | Población Zona Metropolitana | Población Mpio. Morelia | Población Mpio. Tarímbaro | Fuente                         |
| ---- | ---------------------------- | ----------------------- | ------------------------- | ------------------------------ |
| 1990 | 526 772 hab.                 | 489 756 hab.            | 33 871 hab.               | Undécimo censo                 |
| 1995 | 614 698 hab.                 | 578 061 hab.            | 36 698 hab.               | Primer Conteo                  |
| 2000 | 659 937 hab.                 | 620 532 hab.            | 39 405 hab.               | Duodécimo censo (14/02/2000)   |
| 2005 | 735 624 hab.                 | 684 145 hab.            | 51 479 hab.               | Segundo Conteo (17/10/2005)    |
| 2008 | 771 401 hab.                 | 715 840 hab.            | 55 561 hab.               | Estimación CONAPO (01/07/2008) |

### Vías de comunicacón

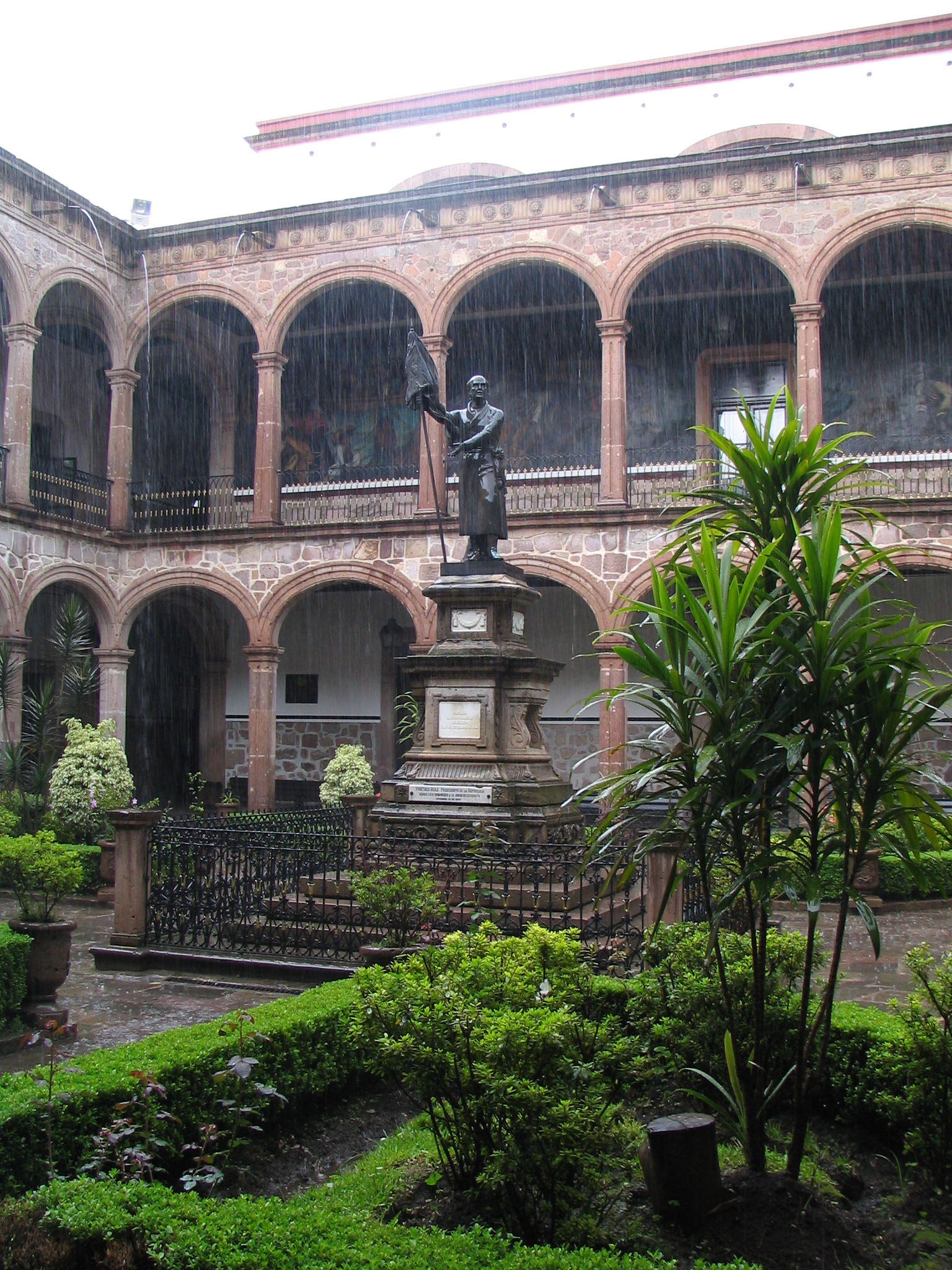
Colegio de San Nicolás.

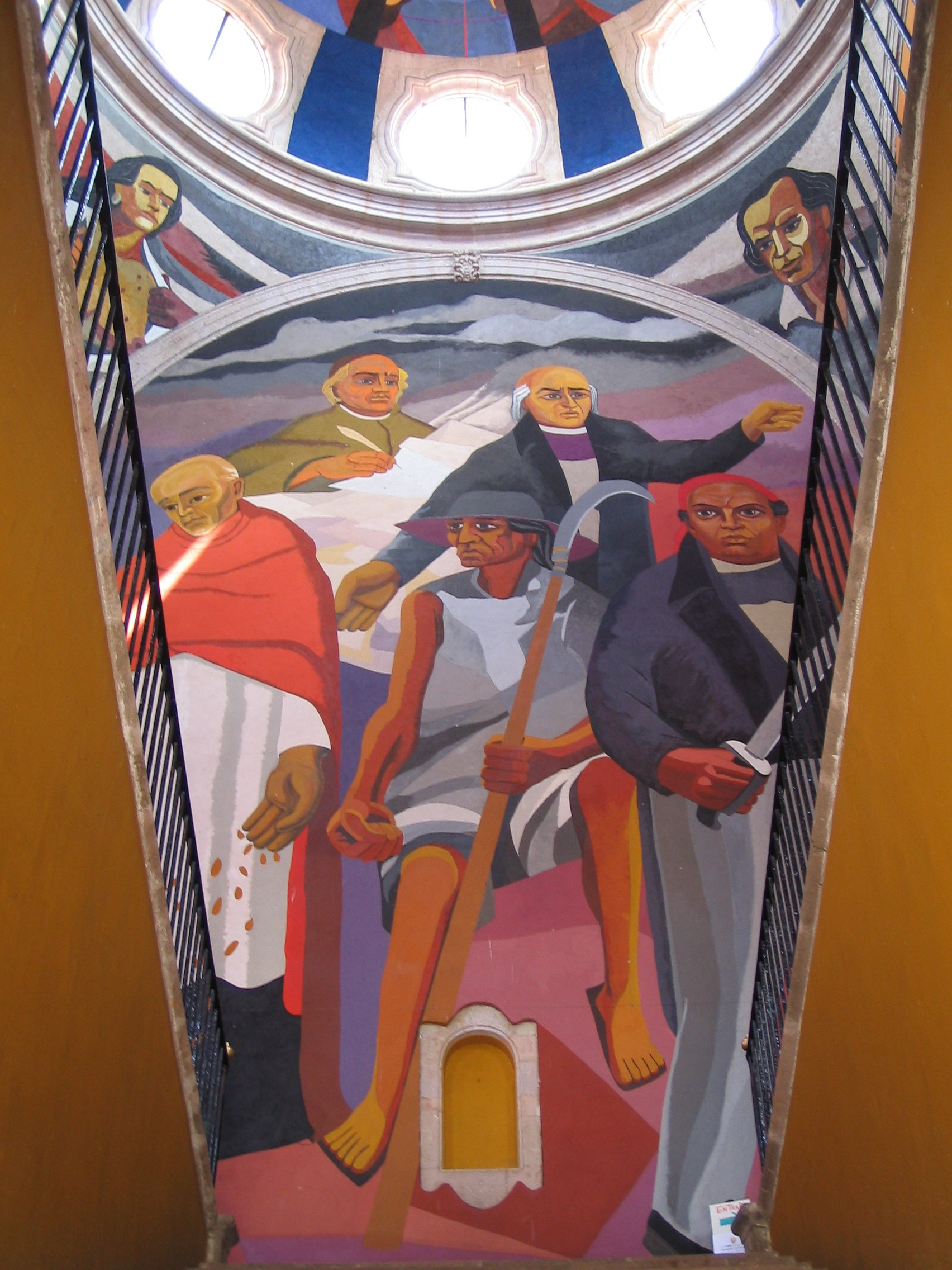
Mural frente Palacio Clavijero.

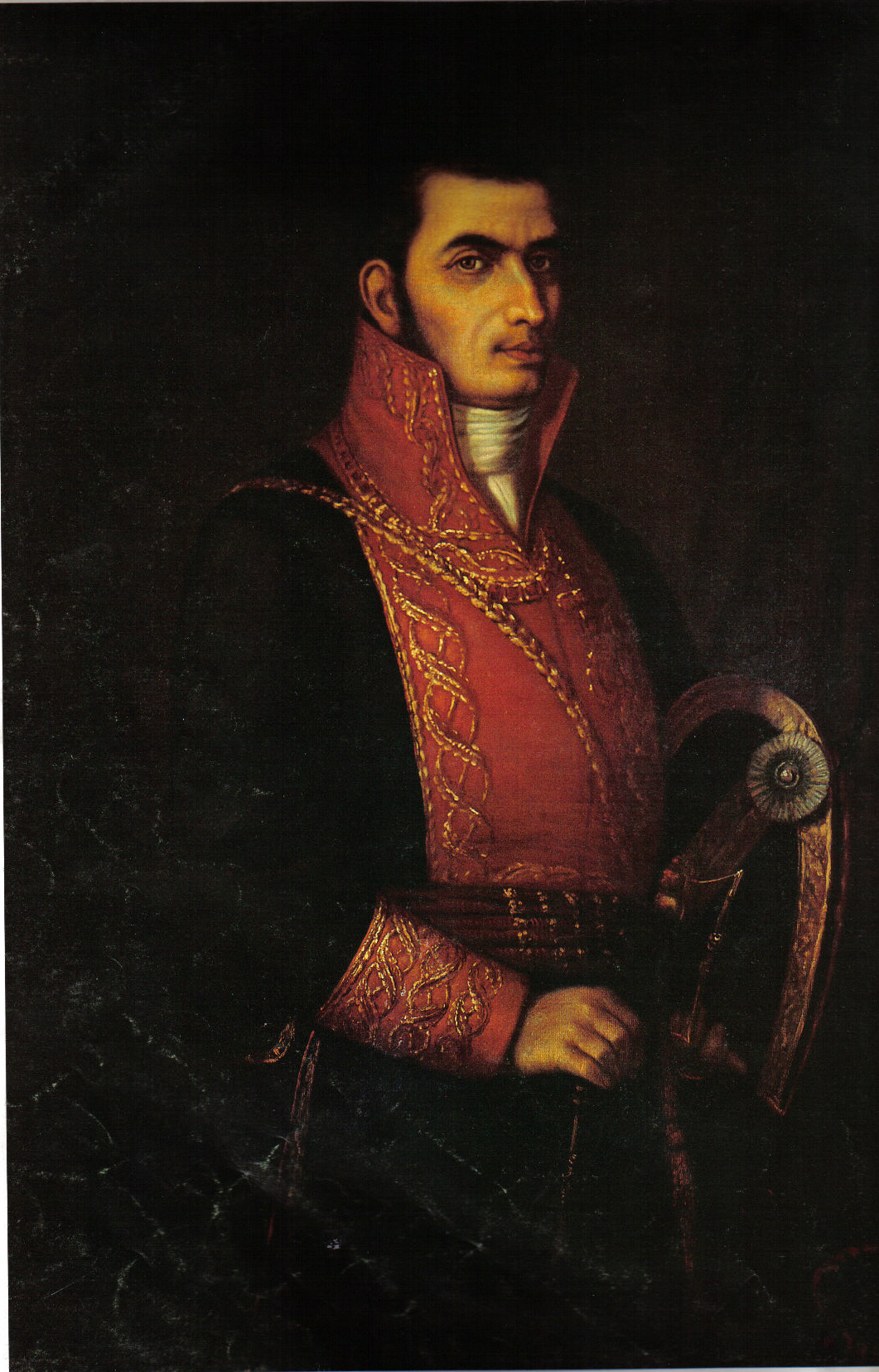
Morelos en una pintura conservada en Morelia.

La ciudad de Morelia constituye el principal núcleo carretero del estado de Michoacán, y las principales carreteras con que cuenta son las siguientes:
- Carretera libre Morelia-Salamanca (federal 43): parte hacia el norte y enlaza a la ciudad con la región bajío del vecino estado de Guanajuato. Cuenta con 4 carriles hasta el entronque con la autopista México-Guadalajara y 2 carriles desde ahí hasta la ciudad de Salamanca
- Carretera de cuota Morelia-Salamanca: parte hacia el norte como continuación de la carretera libre Morelia-Salamanca en el entronque con el pueblo de Santa Ana Maya. Cuenta con 2 carriles hasta el entronque con la carretera Salamanca-Celaya-Querétaro. Cuenta con casetas de cobro ubicadas en La cinta (entronque a Santa Ana Maya), salida a Valle de Santiago, salida a Salamanca y entronque a la carretera Salamanca-Celaya-Querétaro
- Carretera libre Morelia-Guadalajara (federal 15): parte hacia el poniente y enlaza a la ciudad con Guadalajara, la segunda ciudad más importante del país, pasando por Quiroga, Zacapu, Zamora de Hidalgo y Ocotlán. Cuenta con dos carriles en todo el trayecto a través de Michoacán, y cuatro carriles en algunas partes del estado de Jalisco
- Carretera libre Morelia-Zitácuaro-Toluca-Cd. de México (federal 15): parte con dirección este. Antigua carretera de "Mil Cumbres", conecta Morelia con la Ciudad de México atravesando algunas de las partes más montañosas de Michoacán. Esta vía se encuentra casi en desuso
- Carretera Morelia-Maravatío-Atlacomulco-Toluca: parte con dirección estenoreste. Cuenta con tramos libres de dos carriles hasta Maravatío, y de cuota de cuatro carriles después de Maravatío. Atraviesa parte de las montañas panorámicas al oriente de Morelia
- Carretera Morelia-Pátzcuaro-Uruapan-Lázaro Cárdenas (federal 37): parte hacia el suroeste de la ciudad, cuenta con cuatro carriles hasta Pátzcuaro, y de ahí en adelante solamente dos carriles (aunque hay un proyecto para ampliarla a cuatro), dividiéndose en la ruta libre (federal 37) y la vía de cuota (Cuota 37D)
- Autopista México-Morelia-Guadalajara (cuota 15D): aunque no pasa por el municipio de Morelia, lo hace muy cercano a este (25 km al norte) y conecta a Morelia con las dos principales ciudades del país. Cuenta con al menos cuatro carriles durante todo el trayecto
- Carretera Morelia-Atécuaro: parte hacia el sur montañoso del municipio
- Carretera Morelia-San Miguel del Monte: parte con dirección sureste
- Vías férreas:  por la ciudad de Morelia pasa únicamente la vía Lázaro Cárdenas-Morelia-Acámbaro-Ciudad de México, que conecta a la ciudad con el más importante puerto mexicano en el Pacífico

### Aeropuerto
El Aeropuerto Internacional de Morelia "Francisco J. Múgica", aunque no se encuentra en el municipio de Morelia sino en el adyacente de Álvaro Obregón (a 25 km del centro de la ciudad), enlaza por aire a la ciudad con otras ciudades del país, como Ciudad de México, Guadalajara, Monterrey, Tijuana, León, Hermosillo, Lázaro Cárdenas, Cancún, así como con algunas ciudades estadounidenses como Los Ángeles, San Diego, Houston y Chicago; En él operan las siguientes aerolíneas: Aerocuahonte, Aviacsa, Avolar, Azteca, Mexicana de Aviación, Aeroméxico, Continental Airlines, Aeromar, Volaris, Viva Aerobús.

## Política

### Dependencias municipales
- Presidencia municipal.

- Sindicatura.

- Regidores.

- Secretaría del H. Ayuntamiento.

- Tesorería municipal.

- Secretaría de Administración.

- Secretaría de desarrollo humano y bienestar social.

- Secretaría de Desarrollo Metropolitano e Infraestructura.

- Secretaría de Servicios Públicos.

- Secretaría de Efectividad e Innovación Gubernamental.

- Secretaría de Desarrollo Económico y Emprendedor.

- Secretaría de turismo.

- Contraloría municipal.

- Comité para el desarrollo integral de la familia.

- Comité de planeación para el desarrollo municipal.

- Instituto Municipal de Planeación de Morelia.

- Secretaría técnica del consejo de la ciudad.

- Instituto de la juventud moreliana.

- Coordinación ejecutiva del centro histórico y zonas monumentales de Morelia.

- Instituto municipal de la vivienda.

- Dirección general de tránsito y vialidad.

### Principales comisiones del ayuntamiento
- De Planeación y Programación.

- De Educación, Cultura y Turismo.

- De Urbanismo, Obras Públicas y Patrimonio.

- De Industria y Comercio.

- De Asuntos Agropecuarios y Pesca.

- De Salubridad y Asistencia.

- De Medio Ambiente y Ecología.

- De OOAPAS.

- De Compras.

### Subdivisión administrativa
En el año 2005, el municipio de Morelia contaba con 206 localidades, compuestas por 1 ciudad, 14 tenencias, y múltiples pueblos, colonias y rancherías, sumando en total 206 localidades, de acuerdo con el Segundo Conteo de Población y Viviendas (2005). En los últimos años, desaparecieron dos de las antiguas tenencias del municipio, a saber: Isaac Arriaga y Santiaguito, al quedar plenamente absorbidas por la mancha urbana de la ciudad. En una situación muy parecida se encuentra la tenencia de Santa María de Guido, que a corto plazo pudiera ser eliminada como tal.
Las tenencias que conforman el municipio de Morelia son:
- Atapaneo
- Atécuaro
- Capula
- Cuto de la Esperanza
- Chiquimitío
- Jesús del Monte
- Morelos
- San Miguel del Monte
- San Nicolás Obispo
- Santa María de Guido
- Santiago Undameo
- Tacícuaro
- Teremendo
- Tiripetío

La Administración Pública Municipal fuera de la Cabecera Municipal, está a cargo de los Jefes de Tenencia o Encargados del Orden, quienes son electos en plebiscito, durando en su cargo 3 años. En el municipio de Morelia existen 14 Jefes de Tenencia y 350 Encargados del Orden, quienes ejercen principalmente las siguientes funciones:
- Dar aviso al Presidente Municipal, de cualquier alteración que adviertan en el orden público.
- Conformar el pódium de habitantes de su demarcación.
- Cuidar de la limpieza y aseo de los sitios públicos y buen estado de los caminos vecinales y carreteras.
- Procurar el establecimiento de escuelas.
- Dar parte de la aparición de siniestros y epidemias.
- Aprehender a los delincuentes, poniéndolos a disposición de las autoridades competentes.

### Consejo de la ciudad

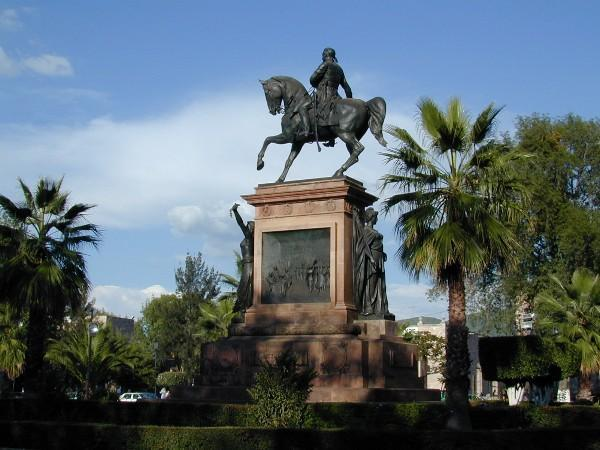
Estatua Morelos

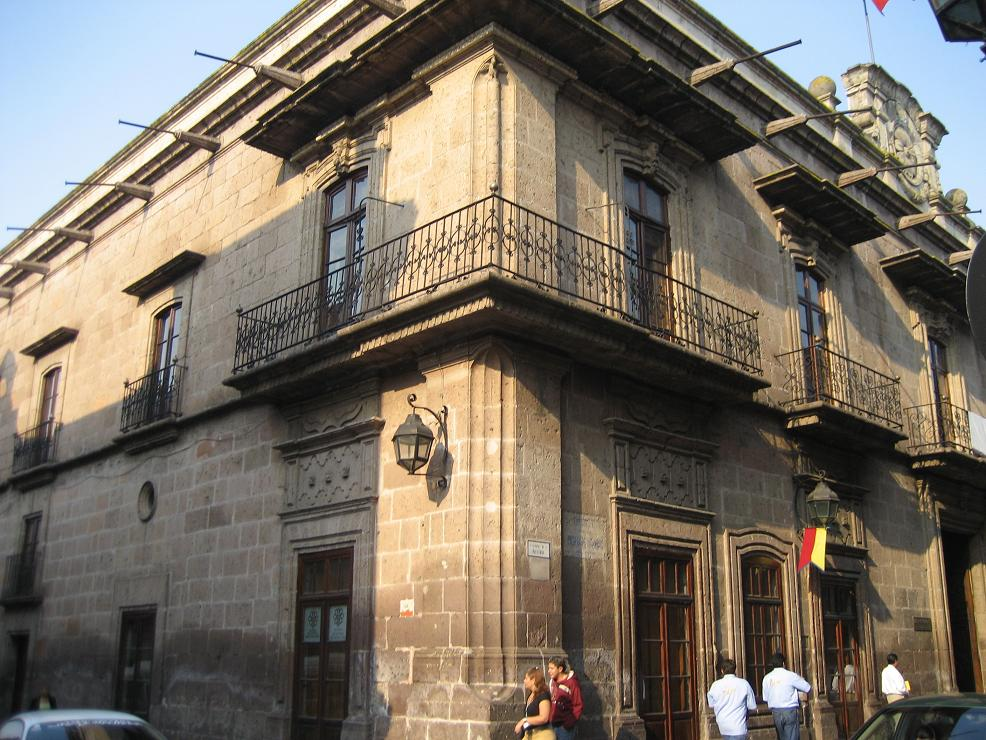
Casa Isidro Huarte

Órgano colegiado integrado por 153 Consejeros; los Consejeros son Ciudadanos que con gran entusiasmo ponen atención al análisis de propuestas en base de las problemáticas que se dan en un municipio, con el interés de aportar ideas, experiencias y conocimientos generándose con las autoridades un fructífero enriquecimiento de visión a favor de Morelia; el cargo del consejero es honorífico y no remunerado. Este órgano es coordinado por el secretario técnico, quien su única autoridad es directamente el presidente municipal. El Consejo de la Ciudad, tiene su propia revista ENLACE, en ella los servidores públicos y miembros del consejo escriben sobre cualquier tema de interés del Ayuntamiento;
- Promover la participación de los vecinos en el estudio y solución de los problemas urbanos y en las actividades culturales de la comunidad.
- Auxiliar al Ayuntamiento en el ejercicio de sus funciones, especialmente con relación a los servicios públicos. Constituirse en foro de análisis de problemas urbanos, a fin de que sus conclusiones puedan servir a autoridad Municipal y al propio Consejo de la ciudad para el ejercicio eficiente de sus funciones.
- Obtener opiniones de profesionales sobre aspectos relevantes de los servicios públicos, con el propósito de hacer sugerencias a la autoridad Municipal y realizar la función que tiene encomenda.
- Auxiliar al Ayuntamiento en las actividades que realice para la conservación de los inmuebles de la Ciudad, que tenga valor artístico e histórico, así como en el aprovechamiento correcto de los bienes de uso común que pertenezcan al Municipio de Morelia.
- Procurar la cooperación de los ciudadanos para la realización de obras de beneficio común, cuando los recursos del Ayuntamiento sean insuficientes.
- Comisiones del Consejo de la Ciudad: Ciudades Hermanas, Parques y Jardines, Centro Histórico, Vivienda, Educación, Ecología, Desarrollo Urbano, Fomento Económico, Mercados, Nomenclatura y Numeración, Plantación y Hacienda, Promoción Cultural, Seguridad Pública, Protección y Reg. de la Fauna, Régimen Jurídico, Turismo, Salud Pública.

### Representación legislativa
Para la elección de diputados al Congreso de Michoacán y a la Cámara de Diputados, el municipio de Morelia se encuentra integrado en los siguientes distritos electorales:
Local:
- X Distrito Electoral Local de Michoacán con cabecera en la ciudad de Morelia.
- XI Distrito Electoral Local de Michoacán con cabecera en la ciudad de Morelia.
- XVI Distrito Electoral Local de Michoacán con cabecera en la ciudad de Morelia.
- XVII Distrito Electoral Local de Michoacán con cabecera en la ciudad de Morelia.

Federal:
- VIII Distrito Electoral Federal de Michoacán con cabecera en la ciudad de Morelia.
- X Distrito Electoral Federal de Michoacán con cabecera en la ciudad de Morelia.

### Presidentes municipales
- 1951-1952: Rafael García de León

- 1953: Enrique Bravo Valencia
- 1954-1956: Alfonso Martínez Serrano
- 1957-1959: Esteban Figueroa Ojeda
- 1960-1962: Alberto Cano Díaz
- 1963-1965: Fernando Ochoa Ponce de León

- 1966-1968: Alfonso Martínez Serrano
- 1969-1970: Melchor Díaz Rubio
- 1970-1971: Socorro Navarro (Interina)
- 1972-1974: Marco Antonio Aguilar Cortés
- 1975-1977: Ignacio Gálvez Rocha
- 1978-1980: José Berber Sánchez
- 1981-1983: Rafael Ruiz Béjar
- 1984-1986: Roberto Robles Garnica
- 1987-1989: Germán Ireta Alas
- 1990-1992: Samuel Maldonado Bautista
- 1993-1994: Sergio Magaña Martínez
- 1994-1995: Fausto Vallejo Figueroa (interino)
- 1996-1998: Salvador López Orduña
- 1999-2001: Salvador Galván Infante
- 2001-2001: Augusto Caire Arriaga (interino)
- 2002-2004: Fausto Vallejo Figueroa
- 2005-2007: Salvador López Orduña
- 2007-2007: Carlos Macouzet Zamacona (interino)
- 2008-2011: Fausto Vallejo Figueroa
- 2011-2011: Rocío Pineda Gochi (interina)
- 2012: (1 de enero al 15 de agosto) Manuel Nocetti Tiznado, interino designado por el H. Congreso del Estado, posterior a la anulación de elecciones municipales del 13 de noviembre de 2011.
- 2012-2015: Wilfrido Lázaro Medina
- 2015: Salvador Abud Mirabent (interino)
- 2015-2018: Alfonso Martínez Alcázar
- 2018-2021: Raúl Morón Orozco
- 2021: Humberto Arróniz Reyes (interino)
- 2021-2024: Alfonso Martínez Alcázar
- 2024-2027: Alfonso Martínez Alcázar